# Trichosporum mantegazzae
Trichosporum mantegazzae är en svampart som beskrevs av Pollacci 1922. Trichosporum mantegazzae ingår i släktet Trichosporum och familjen Piedraiaceae.   Inga underarter finns listade i Catalogue of Life.